# Jean Puech
Jean Puech (ur. 22 lutego 1942 w Viviez) – francuski polityk, nauczyciel i samorządowiec, senator, w latach 1993–1995 minister.

## Życiorys
Z wykształcenia nauczyciel fizyki, pracował w tym zawodzie. Zaangażował się w działalność polityczną w ramach Partii Republikańskiej, wchodzącej w skład UDF. Po przekształceniach partyjnych został członkiem Demokracji Liberalnej, z którą w 2002 dołączył do Unii na rzecz Ruchu Ludowego.
W latach 1970–2008 był radnym departamentu Aveyron. Od 1977 do 2001 sprawował urząd mera miejscowości Rignac. W 1989 wybrany na przewodniczącego zrzeszenia samorządowego Assemblée des départements de France, funkcję tę pełnił do 2004. Od 1998 do 2002 był wiceprzewodniczącym Komitetu Regionów. W latach 1980–1993 wchodził w skład francuskiego Senatu.
Od marca 1993 do maja 1995 sprawował urząd ministra rolnictwa i rybołówstwa w gabinecie Édouarda Balladura. Następnie do listopada 1995 był ministrem służb publicznych w rządzie, którym kierował Alain Juppé. W 1996 powrócił do wykonywania mandatu senatora. W wyższej izbie francuskiego parlamentu zasiadał do 2008.
Odznaczony Legią Honorową IV klasy (2009).